# George Barbier (acteur)
Pour les articles homonymes, voir Barbier.
Cet article concerne l'acteur américain. Pour l'artiste français (1882-1932), voir George Barbier.
George Barbier est un acteur américain, né George W. Barbier le 19 novembre 1864 à Philadelphie (Pennsylvanie, États-Unis), mort le 19 juillet 1945 à Los Angeles (Californie, États-Unis).

## Biographie
Au théâtre, George Barbier joue à Broadway (New York) dans dix-huit pièces (d'abord au début des années 1900, puis de 1921 à 1931) et une comédie musicale (en 1919). Notamment, en 1928-1929, il participe à la création de The Front Page, pièce de Ben Hecht et Charles MacArthur qui sera plusieurs fois adaptée au cinéma (ainsi, en 1940, sous le titre His Girl Friday — titre français : La Dame du vendredi —).
Bien que venu au cinéma sur le tard, à 65 ans, il participe néanmoins à quatre-vingt-sept films américains (dont plusieurs films musicaux), les deux derniers sortis en 1945, année de sa mort. Il débute dans La Grande Mare en 1930, aux côtés de Maurice Chevalier et Claudette Colbert — déjà croisée à Broadway en 1927, à l'occasion de la pièce The Barker —. Parmi ses films musicaux, trois sont réalisés par Ernst Lubitsch : Le Lieutenant souriant en 1931 (avec le couple Chevalier-Colbert à nouveau), Une heure près de toi — coréalisé par George Cukor — en 1932 (avec Chevalier et Jeanette MacDonald), et La Veuve joyeuse en 1934 (il y retrouve le couple Chevalier-MacDonald). Mentionnons aussi Les Aventures de Marco Polo en 1938, où il personnifie l'empereur de Chine Kubilai Khan, face à Gary Cooper dans le rôle-titre. Et en 1942, dans le film musical La Glorieuse Parade, il retrouve James Cagney, avec lequel il avait joué à Broadway en 1930, dans la pièce Penny Arcade.

## Théâtre (à Broadway)
Pièces, sauf mention contraire
- 1900 : The Pride of Jennico (en) d'Abby Sage Richardson et Grace Livingston Furniss
- 1901 : The Forest Lovers d'A.E. Lancaster
- 1902 : Notre Dame de Paul M. Potter, d'après le roman Notre-Dame de Paris de Victor Hugo
- 1919 : See-Saw, comédie musicale, musique de Louis A. Hirsch (en), lyrics et livret d'Earl Derr Biggers, direction musicale de Max Steiner
- 1921 : Beware of Dogs de William Hodge
- 1923 : Brook de Thomas P. Robinson
- 1924-1925 : Beggar on Horseback (en) de George S. Kaufman et Marc Connelly, avec Spring Byington, Greta Nissen (créditée Grethe Ruzt-Nissen), Roland Young
- 1925-1926 : A Lady's Virtue de (et mise en scène par) Rachel Crothers, avec George Meeker, Mary Nash, Robert Warwick
- 1926-1927 : Loose Ankles de Sam Janney
- 1927 : The Barker de Kenyon Nicholson (en), avec Claudette Colbert, Norman Foster, Walter Huston (adaptée au cinéma en 1928)
- 1928 : Box Seats de (et mise en scène par) Edward Massey, avec Millard Mitchell
- 1928-1929 : The Front Page de Ben Hecht et Charles MacArthur, mise en scène de George S. Kaufman, avec Walter Baldwin, Joseph Calleia, Eduardo Ciannelli, Willard Robertson
- 1929 : Nice Women de William A. Grew, avec Sylvia Sidney, Verree Teasdale, Robert Warwick
- 1929 : Sweet Land of Liberty de (et mise en scène par) Philip Dunning (en)
- 1929 : Cortez de Roy Clemens et Ralph Murphy
- 1929-1930 : Your Uncle Dudley de (et mise en scène par) Howard Lindsay et Bertran Robinson, avec Walter Connolly
- 1930 : Penny Arcade de Marie Baumer, mise en scène et production de William Keighley, avec Don Beddoe, Joan Blondell, James Cagney
- 1930 : Ada beats the Drum de John Kirkpatrick, avec Mary Boland, Edgar Stehli
- 1930-1931 : That's Gratitude de (mise en scène par et avec) Frank Craven

## Filmographie partielle
- 1930 : La Grande Mare (The Big Pond) de Hobart Henley
- 1931 : Le Lieutenant souriant (The Smiling Lieutenant) d'Ernst Lubitsch
- 1931 : Girls About Town de George Cukor
- 1931 : Vingt-quatre Heures de Marion Gering
- 1932 : Folies olympiques (Million Dollar Legs) d'Edward F. Cline
- 1932 : Un mauvais garçon (No Man of Her Own) de Wesley Ruggles
- 1932 : Skyscraper Souls d'Edgar Selwyn
- 1932 : Le Président fantôme (The Phantom President) de Norman Taurog
- 1932 : Evenings for Sale de Stuart Walker
- 1932 : Madame Racketeer de Harry Wagstaff Gribble et Alexander Hall
- 1932 : Strangers in Love de Lothar Mendes
- 1932 : Une heure près de toi (One Hour with You) d'Ernst Lubitsch et George Cukor
- 1933 : La Loi de Lynch (This Day and Age) de Cecil B. DeMille
- 1933 : Turn Back the Clock d'Edgar Selwyn
- 1933 : Mama Loves Papa de Norman Z. McLeod
- 1933 : Tillie et Gus (Tillie and Gus) de Francis Martin
- 1933 : Monsieur Bébé (A Bedtime Story) de Norman Taurog

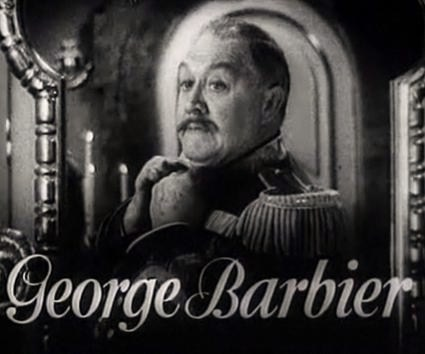
Dans La Veuve joyeuse (1934)

- 1934 : La Veuve joyeuse (The Merry Widow) d'Ernst Lubitsch
- 1934 : La Demoiselle du téléphone (Ladies should listen) de Frank Tuttle
- 1934 : She Loves Me Not d'Elliott Nugent
- 1934 : Journal of a Crime de William Keighley
- 1934 : Rapt d'enfant (Miss Fane's Baby Is Stolen) d'Alexander Hall
- 1934 : Patte de chat (The Cat's-Paw) de Sam Taylor
- 1935 : Les Croisades (The Crusades) de Cecil B. DeMille
- 1935 : Collège rythme (Old Man Rhythm) de Edward Ludwig
- 1935 : Life begins at Forty (en) de George Marshall
- 1935 : Le Gondolier de Broadway (Broadway Gondolier) de Lloyd Bacon
- 1936 : Sa femme et sa secrétaire (Wife vs. Secretary) de Clarence Brown
- 1936 : Vingt-cinq Ans de fiançailles (Early to Bed) de Norman Z. McLeod
- 1936 : Une princesse à bord (The Princess comes across) de William K. Howard
- 1936 : Soupe au lait (The Milky Way) de Leo McCarey
- 1936 : L'Homme sans visage (Preview Murder Mystery) de Robert Florey
- 1937 : L'Aventure de minuit (It's Love I'm After) d'Archie Mayo
- 1937 : L'Amour à Waikiki (Waikiki Wedding), de Frank Tuttle
- 1937 : Sur l'avenue (On the Avenue) de Roy Del Ruth
- 1938 : Amants (Sweethearts) de W. S. Van Dyke
- 1938 : Le Mannequin du collège (en) (My Lucky Star) de Roy Del Ruth
- 1938 : Hold That Kiss d'Edwin L. Marin
- 1938 : Les Aventures de Marco Polo (The Adventures of Marco Polo) d'Archie Mayo
- 1938 : Un cheval sur les bras (Straight, Place and Show) de David Butler
- 1938 : Hôtel à vendre (Little Miss Broadway) d'Irving Cummings
- 1939 : Édition de minuit (News is made at Night) d'Alfred L. Werker
- 1939 : Wife, Husband and Friend (en) de Gregory Ratoff
- 1939 : Remember? de Norman Z. McLeod
- 1940 : Le Retour de Frank James (The Return of Frank James) de Fritz Lang
- 1941 : Week-end à la Havane (Week-End in Havana) de Walter Lang
- 1941 : Marry the Boss's Daughter de Thornton Freeland
- 1941 : Million Dollar Baby de Curtis Bernhardt
- 1942 : L'Homme qui vint dîner (The Man who came to dinner) de William Keighley
- 1942 : Pilotes de chasse (Thunder Birds) de William A. Wellman
- 1942 : Le Nigaud magnifique (The Magnificent Dope) de Walter Lang
- 1942 : La Glorieuse Parade (Yankee Doodle Dandy) de Michael Curtiz
- 1942 : Filles des îles (Song of the Islands) de Walter Lang
- 1944 : Weekend Pass de Jean Yarbrough
- 1945 : Blonde Ransom (sv) de William Beaudine